# Anthaxia androyensis
Anthaxia androyensis es una especie de escarabajo del género Anthaxia, familia Buprestidae. Fue descrita científicamente por Descarpentries en 1967.